# 시소 (프라고나르)
《시소》(프랑스어: La Balançoire, 영어: The See-Saw)는 프랑스의 로코코 화가 장오노레 프라고나르가 작가의 경력 초기인 1750년~1752년경에 제작한 유화 작품이다. 현재 이 작품은 마드리드의 티센보르네미사 미술관에 소장되어 있다. 이 그림은 프라고나르의 또 다른 작품인 《장님 놀이》와 한 쌍을 이룬다. 《장님 놀이》는 구애에 초점을 맞추고 있는 반면 이 작품 속 흔들리는 시소의 은유는 두 남녀의 관계가 이루어졌음을 암시한다.
《시소》는 숲 속에서 시소를 가지고 놀고 있는 어린아이들을 묘사하고 있다. 이 작품은 프라고나르의 걸작 《그네》에 대한 중요한 선례로 여겨진다.

## 참고 문헌
- 장오노레 프라고나르의 델파이 전집(그림)
- 유럽에서 꼭 봐야 할 그림 149점